# Nils Gabriel Årmann
Nils Gabriel Årmann, född 18 februari 1808 i Stora Mellösa socken, död där 21 mars 1868, var en svensk militär. Han var far till Adelaide Årman samt farfar till Carl och Raoul Årmann.
Nils Gabriel Årmann var son till prosten Carl Peter Årman och friherrinnan Ulrica Charlotta Djurklou samt dotterson till Nils Djurklou. Han blev officer 1826, kapten vid Närkes regemente 1846, major 1855 och överstelöjtnant 1859. Årmann var överste och chef för Närkes regemente 1866–1868. Han blev riddare av Svärdsorden 1856. Årmann ägde Östra Rynninge herrgård.